# پاپ آناستازیوس یکم
پاپ آناستازیوس یکم (به انگلیسی: Pope Anastasius I) یکی از پاپ‌های کلیسای کاتولیک رم بود که در ایتالیا به دنیا آمد و بین سال‌های ۳۹۹ تا ۴۰۱ میلادی پاپ بود.